# Бутурлиновский район
Бутурли́новский райо́н — административно-территориальная единица (район) и муниципальное образование (муниципальный район) в центре Воронежской области России.
Административный центр — город Бутурлиновка, который находится в 180 км к юго-востоку от Воронежа. Железнодорожная станция.

## География
Бутурлиновский район расположен в юго-восточной части Воронежской области. Он граничит с Бобровским, Таловским, Новохопёрским, Воробьёвским и Павловским районами.
Площадь района — 1810 км².
Климат района умеренно континентальный. Средняя температура самого тёплого месяца — июля составляет +20 °C, самого холодного — января −10 °C.
Основные реки — Осередь, Толучеевка, Чигла.

## История
Район был образован 30 июля 1928 года в составе Россошанского округа Центрально-Чернозёмной области. В него вошла территория бывшей Бутурлиновской волости Бобровского уезда Воронежской губернии.
После упразднения Центрально-Чернозёмной области 13 июня 1934 года район вошёл в состав вновь образованной Воронежской области.
В 1960 году в состав района вошла часть территории упразднённого Воронцовского района, в 1962 году — часть территории упразднённого Лосевского района, в 1963 году — Воробьёвский район.
24 марта 1977 года Воробьёвский район был восстановлен, а границы Бутурлиновского района приобрели современный вид

## Население
| 1989    | 2002    | 2009    | 2010    | 2011    | 2012    | 2013    | 2014    | 2015    |
| ------- | ------- | ------- | ------- | ------- | ------- | ------- | ------- | ------- |
| 60 915  | ↘57 204 | ↘49 741 | ↗52 575 | ↘52 228 | ↘51 029 | ↘50 011 | ↘48 944 | ↘47 918 |
| 2016    | 2017    | 2018    | 2019    | 2020    | 2021    | 2025    |         |         |
| ↘47 157 | ↘46 609 | ↘45 861 | ↘45 132 | ↘44 808 | ↘44 139 | ↘42 054 |         |         |

### Урбанизация
В городских условиях (город Бутурлиновка и рабочий посёлок Нижний Кисляй) проживают  63,74 % населения района.

### Национальный состав
По итогам переписи населения 2020 года проживали следующие национальности (национальности менее 0,1 % и другое, см. в сноске к строке «Другие»):
| Национальность | Численность, чел. | Доля     |
| -------------- | ----------------- | -------- |
| Русские        | 42 365            | 95,98 %  |
| Турки          | 244               | 0,55 %   |
| Армяне         | 237               | 0,54 %   |
| Цыгане         | 89                | 0,20 %   |
| Таджики        | 84                | 0,19 %   |
| Украинцы       | 61                | 0,14 %   |
| Другие         | 1059              | 2,40 %   |
| Итого          | 44 139            | 100,00 % |

## Муниципально-территориальное устройство
В Бутурлиновский муниципальный район входят 16 муниципальных образований, в том числе 2 городских и 14 сельских поселений:
| №  | Муниципальное образование              | Административный центр        | Количество населённых пунктов | Население | Площадь, км2 |
| -- | -------------------------------------- | ----------------------------- | ----------------------------- | --------- | ------------ |
| 1  | Бутурлиновское городское поселение     | город Бутурлиновка            | 4                             | ↘23 747   | 135,80       |
| 2  | Нижнекисляйское городское поселение    | рабочий посёлок Нижний Кисляй | 4                             | ↘3388     | 141,54       |
| 3  | Берёзовское сельское поселение         | посёлок Зелёный               | 5                             | ↘1077     | 123,71       |
| 4  | Васильевское сельское поселение        | село Васильевка               | 1                             | ↘822      | 81,25        |
| 5  | Великоархангельское сельское поселение | село Великоархангельское      | 2                             | ↘982      | 95,89        |
| 6  | Гвазденское сельское поселение         | село Гвазда                   | 1                             | ↘2070     | 179,44       |
| 7  | Карайчевское сельское поселение        | село Карайчевка               | 7                             | ↗859      | 59,75        |
| 8  | Клёповское сельское поселение          | село Клёповка                 | 1                             | ↘1901     | 122,95       |
| 9  | Козловское сельское поселение          | село Козловка                 | 1                             | ↘2522     | 202,83       |
| 10 | Колодеевское сельское поселение        | село Колодеевка               | 2                             | ↘303      | 74,37        |
| 11 | Кучеряевское сельское поселение        | село Кучеряевка               | 1                             | ↘562      | 92,71        |
| 12 | Озерское сельское поселение            | село Озёрки                   | 1                             | ↗644      | 57,82        |
| 13 | Пузевское сельское поселение           | село Пузево                   | 4                             | ↘1663     | 127,21       |
| 14 | Сериковское сельское поселение         | село Сериково                 | 2                             | ↘454      | 79,77        |
| 15 | Филиппенковское сельское поселение     | село Филиппенково             | 4                             | ↘1310     | 143,04       |
| 16 | Чулокское сельское поселение           | село Чулок                    | 2                             | ↗1063     | 83,94        |

## Населённые пункты
В районе 42 населённых пункта:
| №  | Населённый пункт    | Тип             | Население | Муниципальное образование              |
| -- | ------------------- | --------------- | --------- | -------------------------------------- |
| 1  | Алексеевский        | посёлок         | 9         | Карайчевское сельское поселение        |
| 2  | Благовещенский      | посёлок         | 0         | Карайчевское сельское поселение        |
| 3  | Бутурлиновка        | город           | ↘23 648   | Бутурлиновское городское поселение     |
| 4  | Васильевка          | село            | ↘822      | Васильевское сельское поселение        |
| 5  | Великоархангельское | село            | ↘1134     | Великоархангельское сельское поселение |
| 6  | Верхние Озёрки      | посёлок         | 1         | Карайчевское сельское поселение        |
| 7  | Гвазда              | село            | ↘2070     | Гвазденское сельское поселение         |
| 8  | Данило              | хутор           | 5         | Пузевское сельское поселение           |
| 9  | Дмитриевка          | село            | ↘292      | Берёзовское сельское поселение         |
| 10 | Елизаветино         | село            | ↘488      | Филиппенковское сельское поселение     |
| 11 | Зелёный             | посёлок         | 705       | Берёзовское сельское поселение         |
| 12 | Зелёный Гай         | посёлок         | 240       | Берёзовское сельское поселение         |
| 13 | Земледелец          | посёлок         | 24        | Бутурлиновское городское поселение     |
| 14 | Карайчевка          | село            | ↘860      | Карайчевское сельское поселение        |
| 15 | Клёповка            | село            | ↘1901     | Клёповское сельское поселение          |
| 16 | Козловка            | село            | ↘2522     | Козловское сельское поселение          |
| 17 | Колодеевка          | село            | ↘530      | Колодеевское сельское поселение        |
| 18 | Комсомольский       | посёлок         | 26        | Нижнекисляйское городское поселение    |
| 19 | Красный             | посёлок         | 203       | Берёзовское сельское поселение         |
| 20 | Красный             | посёлок         | 46        | Пузевское сельское поселение           |
| 21 | Круглый             | посёлок         | 9         | Бутурлиновское городское поселение     |
| 22 | Кучеряевка          | село            | ↘562      | Кучеряевское сельское поселение        |
| 23 | Макогоново          | село            | ↘193      | Сериковское сельское поселение         |
| 24 | Малый Кисляй        | посёлок         | 325       | Нижнекисляйское городское поселение    |
| 25 | Марьевка            | село            | 28        | Берёзовское сельское поселение         |
| 26 | Масычево            | село            | ↘168      | Филиппенковское сельское поселение     |
| 27 | Нижний Кисляй       | рабочий посёлок | ↘3156     | Нижнекисляйское городское поселение    |
| 28 | Озёрки              | село            | ↗644      | Озерское сельское поселение            |
| 29 | Отрадное            | село            | 63        | Бутурлиновское городское поселение     |
| 30 | Патокино            | село            | ↘280      | Филиппенковское сельское поселение     |
| 31 | Пирамиды            | село            | 84        | Карайчевское сельское поселение        |
| 32 | Пузево              | село            | ↘1977     | Пузевское сельское поселение           |
| 33 | Рахмановка          | хутор           | 0         | Нижнекисляйское городское поселение    |
| 34 | Репный              | посёлок         | 1         | Карайчевское сельское поселение        |
| 35 | Сериково            | село            | ↘435      | Сериковское сельское поселение         |
| 36 | Троицкий            | посёлок         | 9         | Карайчевское сельское поселение        |
| 37 | Тулучеевка          | село            | 86        | Колодеевское сельское поселение        |
| 38 | Тюниково            | село            | ↘128      | Великоархангельское сельское поселение |
| 39 | Ударник             | село            | 490       | Чулокское сельское поселение           |
| 40 | Филиппенково        | село            | ↘915      | Филиппенковское сельское поселение     |
| 41 | Чернавка            | деревня         | ↘347      | Пузевское сельское поселение           |
| 42 | Чулок               | село            | 610       | Чулокское сельское поселение           |

## Экономика
Основная отрасль сельского хозяйства — растениеводство: производство сахарной свёклы, зерна, подсолнечника, ликеро-водочное производство (Бутурлиновский ликёро-водочный завод). В 2006 году в районе производством сельскохозяйственной продукции занимались 15 сельхозпредприятий и 68 крестьянско-фермерских хозяйств.
Бутурлиновский ликёро-водочный завод:
В 1901 году по приказу министра финансов Витте был открыт государственный винный склад. Место было выбрано не случайно. К моменту открытия склада Бутурлиновка стала второй после Воронежа по количеству населения и объёму промышленного производства. Государственный винный склад стал образцом промышленного строительства своего времени — калориферное отопление, угольные паровые котлы, насосы, собственная артезианская скважина, дубовые бочки для выдержки спиртов. Для местного населения появление нового промышленного предприятия означало новые рабочие места с хорошей зарплатой, высокий статус рабочего. Известно, что строительство винного склада дало новый толчок развитию местной промышленности. Однако подробности деятельности предприятия в дореволюционный период не известны — в революционные годы завод сильно пострадал от пожара, погибли люди, сгорел архив.
Лишь к 1928 году предприятие удалось восстановить. Завод заработал в новую силу — были налажены процессы приёмки и контроля качества сырья, подготовки тары, розлива и укупорки, контроля качества готовой продукции. Сегодня промывка бутылок в металлическом корыте или деревянный молоток для забивания пробок кажутся наивными, но тогда это были «передовые технологии». В 30-е годы на заводе трудились 112 человек — в основном женщины. Несмотря на преимущественно ручной труд к 1936 году объём выпускаемой продукции достиг 600 тысяч дал ежегодно. К концу 30-х годов Бутурлиновский ликеро-водочный завод имел хорошо развитую сбытовую сеть — собственные магазины в Бутурлиновке и других поселках района, а также заводские торговые базы по всей Воронежской области.
Во время Великой Отечественной войны, когда в 1942 году фашисты заняли Воронеж, завод пришлось эвакуировать в Кировскую область. Но часть оборудования и люди остались и продолжали выпускать свою, такую нужную в годы войны, продукцию. Водку готовили тогда из речной воды и спирта, заливали её в бочки и отправляли на фронт.
Оборудование начали возвращать на завод в 1944 году, но лишь в 50-е годы его удалось полностью восстановить. В послевоенные годы в стране, где за четыре года войны всё производство было подчинено нуждам фронта, возник жесткий дефицит промышленных товаров, в том числе и ликеро-водочных изделий. Долгое время Бутурлиновский завод работал с мощностью всего 110 тысяч дал в год. Увеличить объёмы производства удалось за счёт модернизации оборудования — некоторое ведь осталось ещё со времен казённого склада. Изменение системы энергообеспечения, установление автоматической линии розлива и посудомоечной машины, автоматической сироповарки, ленточных транспортёров — так, шаг за шагом, к 1960 году на предприятии был полностью исключен ручной труд. Новое оборудование позволило также значительно расширить линейку производимой продукции: в ассортименте появились новые товарные группы — наливки, настойки, бальзамы и ликеры. Сырьё для производства сладких наливок и настоек  — фрукты и ягоды — заготавливали также здесь, на заводе.
Промышленность района представлена, в основном, предприятиями перерабатывающей и пищевой промышленности.

## Транспорт
Районный центр — Бутурлиновка — расположен в 204 км от областного центра и связан с ним шоссейной и железной дорогами.
Населённые пункты между районами связаны между собой дорогами внутриобластного подчинения.
Через район проходит железнодорожная ветвь Таловая — Калач с ответвлением Бутурлиновка — Павловск-Воронежский.